# Juha (Madetoja)

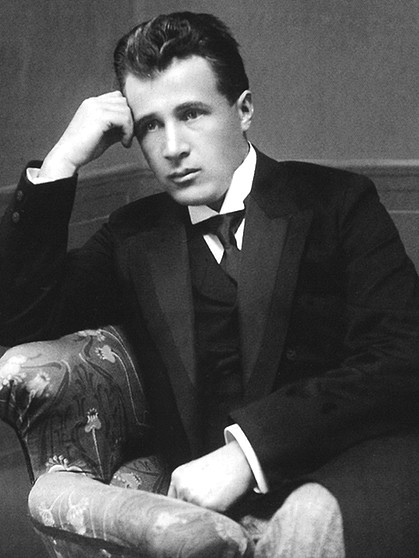
Leevi Madetoja

Juha, Op. 74, är en veristisk opera i tre akter (eller sex tableaux) med musik av den finländske kompositören Leevi Madetoja, som skrev operan åren 1931–34. Librettot, ett samarbete mellan Madetoja och den finländska sopranen Aino Ackté, bygger på Juhani Ahos roman med samma namn.  
Operan hade premiär den 17 februari 1935 på Finlands nationalopera. Armas Järnefelt dirigerade Helsingfors stadsorkester. Trots att operan var en succé vid premiären lyckades Juha inte leva upp till populariteten hos hans tidigare opera Österbottningar; entusiasmen svalnade fort och uppsättningen lades ned 1938 efter att ha uppförts 13 gånger. Trots två mindre nypremiärer under Madetojas levnad ansåg han det som sin karriärs största misslyckande. Idag uppförs opera mycket sällan och har överskuggats av Aarre Merikantos modernistiska version från 1922 (först uppförd 1963), som bygger på samma libretto.

## Historia
1930-talet innebar svårigheter och besvikelse för Madetoja. Under denna tid arbetade han med två stora projekt: en andra opera, Juha, och en fjärde symfoni, varav båda skulle bli det sista inom respektive genre. Den tidigare, med ett libretto av Aino Ackté (byggd på en roman från 1911 av författaren Juhani Aho), hade kommit till Madetoja efter en serie av händelser: först hade Sibelius — den evige förespråkaren av "absolut musik" — förkastat projektet 1914; sedan hade Finlands nationalopera 1922 förkastat ett första försök av Aarre Merikanto såsom "alltför modernistiskt" och "alltför krävande av orkestern", vilket fick Merikanto att dra tillbaka sitt partitur. Efter två misslyckade försök vände sig Ackté till Madetoja för att erhålla en mer säker och tilltalande version av operan.
När Madetojas moder Anna avled den 26 mars 1934 avbröt han sitt komponerande: förlusten drabbade Madetoja så hårt att han blev sjuk och inte kunde resa till Uleåborg till begravningen.
Madetoja slutförde arbetet med operan i slutet av 1934 och den gjorde ett avsevärt intryck vid premiären den 17 februari 1935, Madetojas 48:e födelsedag. Kritikerna hyllade den som en "strålande succé", ett "otvetydigt mästerskap från Madetoja och finsk operalitteratur". Men "euforin" lade sig snabbt till kompositörens besvikelse. Även i dag är Juha mer förknippas med Merikanto, vars modernistiska version är den mest populära av de två.

## Personer
| Roller                                   | Stämma  | Premiärbesättning (17 februari 1935) |
| ---------------------------------------- | ------- | ------------------------------------ |
| Juha, bonde och gift med Marja           | Baryton | Toivo Louko                          |
| Marja, Juhas hustru                      | Sopran  | Irja Aholainen                       |
| Shemeikka, rik köpman från Karelen       | Tenor   | Alfons Alm                           |
| Svärmodern (Anoppi), Juhas moder         | Alt     | Lahja Linko                          |
| Kaisa, piga                              | Sopran  | Karin Ehder                          |
| Prästen (Rovasti)                        | Bas     | Bruno Jorma                          |
| Anja, Shemeikkas gamla fästmö            | Sopran  | Mary Hannikainen                     |
| En före detta sommarflirt till Shemeikka | Sopran  | Airi Osa                             |
| En annan sommarflirt                     | Alt     | Martta Seppälä                       |
| En vän till Shemeikka                    | Tenor   | Emil Mantila                         |
| En annan vän till Shemeikka              | Bas     | Erkki Eklund                         |
| Kör                                      |         |                                      |

## Handling
Handlingen utspelas omkring 1880 i norra Finland och har som huvudkonflikt ett triangeldrama mellan bonden Juha, hans unga hustru Marja och den karelska köpmannen Shemeikka. Desillusionerad av bondeliv och förförd av materiell komfort och romans rymmer Marja sin väg med Shemeikka; Juha, som hävdar att hans hustru blivit bortförd, upptäcker till sist hennes svek och begår självmord.